# Mia Spengler
Mia Spengler (* 1986 in München) ist eine deutsche Regisseurin.

## Laufbahn
Spengler wird als Tochter einer koreanischen Krankenschwester und ihres bayrischen Patienten in München geboren,  wächst aber in Hamburg auf. Nach dem Abitur geht sie für zwei Jahre nach Peking, wo sie die Band Miya gründet. Nach einigen Jobs bei einer Filmproduktion in Shanghai kehrte sie 2008 nach Deutschland zurück. Sie studierte ab 2009 szenische Regie an der Filmhochschule Baden-Württemberg. Im Rahmen ihres Studiums besuchte sie im Jahre 2014 den Hollywood Extension Workshop der ULCA in Los Angeles. 2016 schloss Spengler ihr Studium ab. Ihr Abschlussfilm Back for Good eröffnete in der Rubrik Perspektive Deutsches Kino die Berlinale 2017 und erhielt verschiedene Auszeichnungen und Nominierungen.
2019 führte Spengler beim Tatort: Die goldene Zeit Regie, welcher seine Premiere auf dem Filmfest Hamburg am 29. September 2019 hatte. Ausgestrahlt wurde die NDR Produktion erstmals am 9. Februar 2020 im Ersten.
Für die zweite Staffel der Netflix-Serie How to Sell Drugs Online (Fast) führte sie im Jahre 2020 bei drei Folgen die Regie.
Im Jahre 2022 lieferte sie mit Tatort: Schattenleben ihren zweiten Tatort als Regisseurin ab. Spengler war die erste Regisseurin, die bei einer deutschen Filmproduktion einen Inclusion Rider, eine Klausel, die festlegt, dass Cast und Crew möglichst divers besetzt werden müssen, durchsetzte. Diese Tatortfolge wurde am 2. Juni 2022 erstmals im Ersten ausgestrahlt.
Ebenfalls 2022 führte sie für die RTL-Produktion Strafe nach Ferdinand von Schirach Regie bei der Folge 2 Die Schöffin.

## Filmografie (Auswahl)
- 2013: Nicht den Boden berühren (Kurzfilm)
- 2017: Back for Good
- 2017: Leg dich nicht mit Klara an
- 2020: Tatort: Die goldene Zeit
- 2020: How to Sell Drugs Online (Fast) (Staffel 2; 3 Episoden)
- 2022: Tatort: Schattenleben
- 2022: Strafe nach Ferdinand von Schirach (Folge: Die Schöffin)

## Hörspiele (Auswahl)
- 2022: Patty Kim Hamilton: Peeling Oranges (Regie) Hörspielbearbeitung - SWR
  - Auszeichnung: Heidelberger Stückemarkt (SWR2-Hörspielpreis 2021)
- 2024: Shida Bazyar: "Drei Kameradinnen" (Regie) Hörspielbearbeitung  - WDR